# ERG11
ERG11或甾醇-14-去甲基酶（Sterol 14-demethylase）是一种真菌细胞色素P450酶，最初发现于酿酒酵母（Saccharomyces cerevisiae）基因组，属于CYP51家族，代号CYP51F1。ERG11催化羊毛甾醇转化为酵母甾醇的第一步，羊毛甾醇的14α-去甲基化生成4,4-二甲基-5α-胆甾-8(9),14,24-三烯-3β-醇，酵母甾醇会进一步生成麦角固醇。